# Jordens Gud, stjärnornas herre
Jordens Gud, stjärnornas Herre är en psalm, skriven 1977 av Britt G. Hallqvist, och bearbetad 1982. Musiken är skriven 1979 av Egil Hovland.

## Publicerad i
- 1986 års psalmbok som nr 626 under rubriken "Livets gåva och gräns".
- Svensk psalmbok för den evangelisk-lutherska kyrkan i Finland (1986) som nr 244 under rubriken "Begravning".
- Psalmer och Sånger 1987 som nr 726 under rubriken "Framtiden och hoppet - Livets gåva och gräns".[1]